# Parafia Zaśnięcia Najświętszej Maryi Panny w Zabłudowie
Parafia Zaśnięcia Przenajświętszej Bogurodzicy – parafia prawosławna w Zabłudowie, w dekanacie Białystok należącym do diecezji białostocko-gdańskiej.
Na terenie parafii funkcjonuje 1 cerkiew:
- cerkiew Zaśnięcia Najświętszej Maryi Panny w Zabłudowie – parafialna

## Historia
Parafia została utworzona w 1507. W 1567 w Zabłudowie powstał męski monaster Zaśnięcia Matki Bożej, który istniał do 1824. Obecną cerkiew wybudowano w latach 1847–1855.
Parafia zabłudowska jako jedna z nielicznych na Białostocczyźnie nie przyjęła postanowień unii brzeskiej, tj. nieprzerwanie pozostawała prawosławną.

## Miejscowości stanowiące parafię
Do parafii przynależą: miasto Zabłudów oraz dwadzieścia cztery wsie: Aleksicze, Dobrzyniówka, Folwarki Wielkie, Gnieciuki, Kowalowce, Koźliki, Kamionka, Krasne, Łubniki, Majówka, Miniewicze, Ochremowicze, Olszanka, Ostrówki, Pasynki, Płoskie, Rafałówka, Sieśki, Solniki, Tatarowce, Zagruszany, Zwierki, Żednia i Żuki, czyli ponad 1000 wiernych,  w tym 300 osób w Zabłudowie.

## Wykaz proboszczów
- 1970–1971 – ks. Włodzimierz Misiejuk
- 1972–1980 – ks. Aleksander Wysocki
- 1982–1983 – ks. Andrzej Bierezowiec
- 1983–1990 – ks. Mikołaj Ostapczuk
- od 1990 – ks. Mirosław Tomaszewski